# Tsjoekovets (Pernik)
Tsjoekovets (Bulgaars: Чуковец) is een dorp in het westen van Bulgarije. Het dorp is gelegen in de gemeente Radomir, Pernik en telde in 2021 108 inwoners.

## Geografie
Het dorp ligt op 12 km afstand van Radomir, op 18 km afstand Doepnitsa en op 24 km afstand van Pernik. De afstand tot de hoofdstad Sofia is 55 km.

## Bevolking
De bevolking van het dorp Tsjoekovets bestond in 1934 uit 1426 personen. Daarna is de bevolking vrij snel afgenomen tot 1191 mensen in 1946, 751 personen in 1956, 227 personen in 1985, 117 personen in februari 2011 en 115 personen in december 2019.
Van de 117 inwoners in 2011 reageerden er 116 op de optionele volkstelling. Alle respondenten identificeerden Zichzelf als etnische Bulgaren (100%).